# HX84船団
HX-84船団（Convoy HX-84, ハリファックス第84船団）は第二次世界大戦中の1940年10月28日にカナダのハリファックスを出港してイギリスのリヴァプールへ向かった38隻の船からなる護送船団である。仮装巡洋艦「ジャーヴィス・ベイ (HMS Jervis Bay)」が船団を護衛した。
11月5日17時ごろ、船団はドイツ装甲艦「アドミラル・シェーア」に発見され攻撃を受けた。「ジャーヴィス・ベイ」は船団を逃がすために「アドミラル・シェーア」迎撃に向かった。交戦後、「ジャーヴィス・ベイ」は撃沈され、艦長のフェーゲン大佐を含め約200名が戦死した。しかし、「ジャーヴィス・ベイ」の犠牲によって多くの船が逃げ切ることが出来た。
沈められたのは「Maiden」、「Trewellard」、「Kenbame Head」、「Beaverford」、「Fresno」の5隻である。また、タンカー「サン・デメトリオ」（San Demetrio)は損傷し一度は放棄されたが、その後一部の乗員によって復旧されイギリスにたどり着いた。